# Martinsbrucker Straße
Die Martinsbrucker Straße (B 185) ist eine Landesstraße in Österreich. Sie ist 7,6 km lang und führt von Nauders ins Unterengadin. Sie ist nach der deutschsprachigen Bezeichnung der Ortschaft Martina benannt, die jenseits des Inn in der Schweiz liegt.

## Verlauf
Die Straße zweigt am südlichen Ortsrand von Nauders bei Schloss Naudersberg von der Reschenstraße ab und führt zunächst nur leicht ansteigend rund 65 Höhenmeter auf die Norbertshöhe (1407 m). Von dort fällt das Gelände steil ins Inntal ab, die über 300 Höhenmeter werden von der Straße in elf von oben nach unten beschilderten Kehren überwunden. Sie endet an der Staatsgrenze in der Mitte der Innbrücke nach Martina.

## Geschichte
Von 1870 bis 1872 wurde die Martinsbrucker Reichsstraße zwischen Martinsbruck und Nauders auf Kosten des österreichischen Staatshaushaltes neu trassiert.
Die Martinsbrucker Straße gehört zu den ehemaligen Reichsstraßen, die 1921 als Bundesstraßen übernommen wurden. Bis 1938 wurde die Martinsbrucker Straße als B 77 bezeichnet, nach dem Anschluss Österreichs wurde die Martinsbrucker Straße bis 1945 als Reichsstraße 24b bezeichnet. Von 1949 bis 1971 wurde die Abzweigung nach Martinsbruck als B 187 b bezeichnet, seit 1971 wird sie als B 185 geführt und trägt den Namen Martinsbrucker Straße.